# Burg Wadenau
Die Burg Wadenau ist eine abgegangene Wasserburg im Landkreis Kusel in Rheinland-Pfalz.
Die von den Rittern von Wadenau erbaute ehemalige Wasserburg, oder auch befestigter Hof, wird im südwestlichen Bereich des heutigen Dorfes Thallichtenberg oder auf der Gemarkung der Gemeinde Dennweiler-Frohnbach vermutet. Das Siegel des Ritters Bertram von Wadenau aus dem Jahr 1290 zeigt zwei Querbalken, die mit drei und zwei Kugeln belegt waren. Dieses Siegel wurde in die Gemeindewappen von Thallichtenberg und Dennweiler-Frohnbach übernommen.